# Oleg Efrim
Oleg Efrim, né le 7 novembre 1975 à Cornești, alors en RSS moldave, est un homme politique moldave, membre du Parti libéral-démocrate de Moldavie (PLDM). Il est ministre de la Justice depuis le 6 mai 2011, dans les gouvernements des libéraux-démocrates Vlad Filat et Iurie Leancă.

## Biographie
Il est diplômé en 1997 de la faculté de droit de l'Université d'état de Moldavie et devient avocat. En octobre 2008 il est nommé médiateur pour la Moldavie au centre pour les droits de l'homme. En novembre 2009 il est nommé secrétaire d'état à la Justice puis en mai 2011 il est nommé ministre de la Justice par décret présidentiel.